# Rejon jerawniński
Rejon jerawniński (ros. Еравнинский район; bur. Яруунын аймаг) – rejon w azjatyckiej części Rosji, wchodzący w skład Republiki Buriacji. Stolicą rejonu jest Sosnowo-Oziorskoje. Rejon został utworzony 26 września 1927 roku.

## Położenie
Rejon zajmuje powierzchnię 30.725 km². Położony jest w centralnej części Republiki Buriacji, na południowym krańcu Płaskowyżu Witimskiego, w dorzeczu rzek Selenga, Uda i Witim. Rejon ze wszystkich stron otoczony jest grzbietami górskimi – między innymi od południowego wschodu masywem Gór Jabłonowych.

## Ludność
Rejon zamieszkany jest przez 18.642 osób (2007 r.). Struktura narodowościowa rejonu przedstawia się następująco:
- Buriaci – 54%
- Rosjanie – 44%
- pozostali – 2%

Średnia gęstość zaludnienia w rejonie wynosi 0,61 os./km².

## Podział administracyjny
Rejon podzielony jest na 14 wiejskich osiedli, na terenie których znajdują się 22 skupiska ludności.
| Nazwa osiedla wiejskiego                                 | Ośrodki administracyjne               |
| -------------------------------------------------------- | ------------------------------------- |
| Gundinskoje (Гундинское сельское поселение)              | Gunda (Гунда)                         |
| Isinginskoje (Исингинское сельское поселение)            | Isinga (Исинга)                       |
| Komsomolskoje (Комсомольское сельское поселение)         | Komsomolskoje (Комсомольское)         |
| Kondinskoje (Кондинское сельское поселение)              | Telemba (Телемба)                     |
| Oziornoje (Озёрное сельское поселение)                   | Oziernyj (Озерный)                    |
| Sosnowo-Ozierskoje (Сосново-Озерское сельское поселение) | Sosnowo-Ozierskoje (Сосново-Озерское) |
| Tużinkinskoje (Тужинкинское сельское поселение)          | Tużinka (Тужинка)                     |
| Tułdunskoje (Тулдунское сельское поселение)              | Tułdun (Тулдун)                       |
| Ułchasaskoje (Улхасааское сельское поселение)            | Gonda (Гонда)                         |
| Uldyrginskoje (Ульдургинское сельское поселение)         | Uldurga (Ульдурга)                    |
| Ust-Egitujskoje (Усть-Эгитуйское сельское поселение)     | Ust-Egita (Усть-Эгита)                |
| Celinnoje (Целинное сельское поселение)                  | Celinnyj (Целинный)                   |
| Szirnginskoje (Ширингинское сельское поселение)          | Szirina (Ширинга)                     |
| Egitujskoje (Эгитуйское сельское поселение)              | Możajka (Можайка)                     |